# Rekommunalisierung
Mit Rekommunalisierung werden Prozesse bezeichnet, in denen eine Privatisierung zuvor öffentlich-rechtlicher Aufgaben und Vermögen wieder rückgängig gemacht wird und diese erneut in kommunale Trägerschaft übergehen.
Nach „ernüchternden bis schlechten Erfahrungen“ mit Privatisierungen in Deutschland, vor allem in den 1990er und 2000er Jahren, gibt es seitdem eine gegenläufige Entwicklung hin zur Rekommunalisierung.

## Gründe
Entscheidungen über Privatisierungen und Rekommunalisierungen fallen in den politischen Gremien der betroffenen Kommunen. In diese Entscheidungsprozesse fließen die politischen Erwägungen der handelnden Personen und Erwartungen in die Reaktion der Bevölkerung ein.
Da einer Rekommunalisierung stets eine Auslagerung vorausgeht, beeinflussen auch die individuellen Werte und Erfahrungen mit beiden Organisationsformen den Willensbildungsprozess erheblich. Teils spielen enttäuschte Erwartungen eine Rolle, teilweise weil das Privatisierungspotential der Kommunen ausgeschöpft ist.

### Enttäuschte Erwartungen
In den 1980er und 1990er Jahren wurden zahlreiche kommunale Einrichtungen, Betriebe und Unternehmen aus unterschiedlichen Gründen privatisiert.
Es wird argumentiert, dass die Privatwirtschaft nicht zwangsläufig besser oder kostengünstiger arbeite als Betriebe in öffentlicher Hand; ein städtischer Eigenbetrieb, der keine nennenswerten Überschüsse erwirtschaften darf, könne bei vergleichbaren Gebühren höhere Mittel in Qualität und Infrastruktur investieren als ein Privatunternehmen, das Gewinne erwirtschaften muss. Kommunale Daseinsvorsorge und regionale Arbeitsplatzpolitik lasse sich in profitorientierten Unternehmen kaum als vorrangige Ziele durchsetzen. Bei einer Auslagerung verblieben in höherem Umfang als erwartet Aufgaben und Kosten bei der Kommune. Nach erfolgter Privatisierung fehle regelmäßig die Möglichkeiten zur Quersubventionierung defizitärer kommunaler Aufgaben (Klassische Beispiele: ÖPNV und Bäderbetriebe) durch die Überschüsse des Energievertriebs (Strom, Erdgas und Fernwärme) der privatisierten Stadtwerke.
Da der Betrieb kommunaler Infrastruktur mit langjährigen Konzessionen (10 Jahre und länger) verbunden ist, ist der private Konzessionär in dieser Zeit keinem Wettbewerb ausgesetzt; vielmehr hat er ein temporäres Monopol. Dieses unterliegt der Missbrauchsaufsicht (bei Netzen beispielsweise durch die Bundesnetzagentur).
Die These, eine Privatisierung erhöhe die Qualität der Daseinsvorsorge, wurde und wird hinterfragt.
Vor dem Hintergrund enttäuschter Erwartungen kommentierte im Juli 2010 Ole von Beust (CDU), damals scheidender Hamburger Bürgermeister, den Verkauf der Hamburgische Electricitäts-Werke AG (HEW) an den schwedischen Energiekonzern Vattenfall mit den Worten „ein staatliches Monopol“ sei „durch ein ‚Quasi-Monopol‘ auf privater Seite ersetzt worden“.

### Öffentliche Meinung
In mehreren Umfragen hat die Bevölkerung der Erledigung öffentlicher Aufgaben durch die Kommunen deutlich Vorrang vor privatwirtschaftlichen Betrieben gegeben. Im kommunalen Bereich rechnet der Deutsche Städte- und Gemeindebund mangels verkaufbarer kommunaler Vermögensmassen nicht mehr mit einer Verkaufswelle staatlicher Vermögenswerte, mit der Finanzkrise sei zudem das Misstrauen in der Bevölkerung gegen Privatisierungen gestiegen.

### Positive regionalwirtschaftliche Effekte
Von Rekommunalisierungen wird erwartet, dass sie die regionale Wirtschaft fördern.
Bei Privatisierungen besteht hingegen die Gefahr, dass erwirtschaftete Gewinne und Steuern (z. B. Gewerbesteuer) aus der Region abfließen. Darüber hinaus spielen in diesem Zusammenhang auch standortpolitische Erwägungen eine Rolle, vor allem das Risiko, ob Unternehmenssitze bzw. -zentralen aus der eigenen Region abwandern. Dies hätte neben genannten fiskalpolitischen Folgen auch den Verlust von wirtschaftlichen Kompetenzen einer Region zur Folge. So waren diese genannten standort- und wirtschaftspolitischen Erwägungen beispielsweise für die Stadt Dresden ausschlaggebend, die Energie-Holding GESO zu rekommunalisieren.

### Steuern

#### Steuerlicher Querverbund
Der steuerliche Querverbund erlaubt es auch kommunalen Unternehmen, im Rahmen von Konzernstrukturen und Gewinnabführungs- und Beherrschungsverträgen zwischen Mutter- und Tochtergesellschaften steuerliche Vorteile zu nutzen. Dabei werden steuerlich zulässige Gestaltungsspielräume in ähnlicher Weise wie in nicht kommunalen Unternehmen genutzt.
Nach Diskussionen über die rechtliche Zulässigkeit dieser Konstruktionen ist der steuerliche Querverbund nunmehr gesetzlich verankert. Schwerpunktmäßig geht es um Verlustverrechnungsmöglichkeiten des steuerlichen Querverbundes für die Finanzierung dauerverlustbehafteter kommunaler Bereiche im Rahmen der Daseinsvorsorge. Durch Verlustverrechnungen wird die Steuerlast des steuerlichen Querverbundes insgesamt gesenkt. D.h. insgesamt zahlt der Verbund weniger, als wenn jedes Unternehmen jeweils für sich betrachtet veranlagt würde.
Da Leistungen kommunaler Dauerverlustbetriebe (z. B. Bibliotheken, Pflegeheime, Sportanlagen, Kindergärten, Verkehrsunternehmen) mangels Lukrativität selten von Privaten übernommen werden, kommen in diesem Zusammenhang die Grundsätze der verdeckten Gewinnausschüttung nicht zur Anwendung.

#### Umsatzsteuer
Kommunale Betriebe und Unternehmen hatten früher unter bestimmten Voraussetzungen eine Befreiung von der Umsatzsteuer (§ 2 Abs. 3 UstG). Dies wurde als vorteilhaft erachtet, weil zum Beispiel Mehrwertsteuerbelastungen an Verbraucher (z. B. bei Abwassergebühren) nicht weitergegeben wurden. Dieses Besteuerungsprivileg wurde vom Bundesfinanzhof erheblich eingeschränkt und gilt nicht mehr, wenn der öffentliche Betrieb als Gesellschaft des Zivilrechts (z. B. GmbH, AG) geführt wird.

### Interventionen des Kartellamtes
Interventionen des Kartellamtes verhinderten Unternehmensverkäufe an große Energiekonzerne oder gestatteten diese nur unter Auflagen. Teilweise müssen diese daher Beteiligungen wieder abstoßen. Einige kleinere Kommunen beginnen, eigene Firmen zu gründen oder Anteile der großen Vier zurückzukaufen.

## Problematiken der Rekommunalisierung

Die Rekommunalisierung von Infrastruktur und Dienstleistungen im europäischen Vergleich, 2000–2017. Quelle: Infrastrukturatlas 2020, Urheber: Appenzeller/Hecher/Sack, Lizenz: CC BY 4.0

### Durch Vergaberecht gesetzte Grenzen
Kommunen können Aufträge ausschreibungsfrei an ihre eigenen Gesellschaften nur beschränkt vergeben; die Anforderungen an ausschreibungsfreie In-House-Vergaben wurden durch die Rechtsprechung des Europäischen Gerichtshofs (EuGH) streng begrenzt. Der EuGH setzt für die Inhouse-Fähigkeit ein hohes Maß an Einflussnahme durch die Kommune voraus. Dies ist bei hundertprozentigen Eigengesellschaften der Fall, da die Kommune einen Einfluss „wie über eine eigene Dienststelle“ ausüben kann. Aufträge an gemischtwirtschaftliche Unternehmen unterliegen in jedem Fall der Ausschreibungspflicht. Insbesondere bei Konzessionsvergaben für Energienetze argumentiert das Bundeskartellamt und die Bundesnetzagentur in einem gemeinsamen Leitfaden, dass die aus den europäischen Grundfreiheiten abgeleiteten Vergabeprinzipien anwendbar seien. Demnach muss eine Bekanntmachung in geeigneter Form erfolgen und die Vergabe transparent und nichtdiskriminierend durchgeführt werden; die Entscheidung für einen Konzessionär ist ferner zu begründen und es müssen Rechtsschutzmöglichkeiten gewährleistet werden. Die Schwelle für die Betroffenheit des innergemeinschaftlichen Handels sei bei Konzessionen dabei äußerst niedrig anzusetzen.

### Bewertung bei Konzessionsübernahmen
Rekommunalisierungen erfolgen oft im Rahmen der Neuvergabe von (Netz-)Konzessionen. Dies ergibt sich durch das auslaufen „alter“ Konzessionen (d. h. die Laufzeit von Konzessionsverträgen ist gesetzlich befristet, beispielsweise dürfen diese gemäß § 46 Energiewirtschaftsgesetz für den Bereich der Strom- und Gasnetze nicht länger als 20 Jahre dauern). Laufen diese ab, muss neu konzessioniert werden. Die Vergabeverfahren sind dann mit einem gewissen Aufwand und dem Risiko von Konkurrentenklagen verbunden, da bei Verfahrensfehlern Schadenersatzforderungen drohen können. Infolge des Auslaufens von Konzessionsverträgen für die Aufgaben früherer Stadtwerke bietet sich den Kommunen die Möglichkeit des Rückkaufs dieser Betriebe, der vollständigen Privatisierung, der Zusammenarbeit mit dem Altkonzessionär über gemeinsame Gesellschaften oder die Zusammenarbeit im Wege eines Stadtwerkeverbundes mit Nachbargemeinden oder Nachbarkreisen.
Aus § 46 Energiewirtschaftsgesetz folgt die Verpflichtung des Altkonzessionärs, die bestehenden Strom- beziehungsweise Gasnetze dem Neukonzessionär zu überlassen. Ob diese Überlassungspflicht eine Eigentumsverschaffung oder lediglich eine Besitzverschaffung (Pacht) zur Folge hat, wird vom Gesetz nicht beantwortet. In der rechtswissenschaftlichen Literatur und auf Ebene der Untergerichte ist dies strittig. Eine höchstrichterliche Rechtsprechung existiert hierzu nicht.
Die Bestimmungen zur Konzessionsvergabe enthalten für die Kommunen gleich mehrere Regelungen, die zu einer asymmetrischen Wettbewerbssituation führen. So ist in § 46 EnWG bislang nicht klar geregelt, zu welchem Preis ein Netz verkauft werden soll. Die Rechtsprechung (z. B. im Fall Kaufering, BGH-Urteil von 1999) sowie die Empfehlungen von Bundeskartellamt und Bundesnetzagentur sind inzwischen eindeutig: Demnach ist als Preis nicht der Sachzeitwert, sondern der oft weitaus niedrigere Ertragswert heranzuziehen. Die Formulierung, dass das Netz einem neuen EVU „gegen Zahlung einer wirtschaftlich angemessen Vergütung zu überlassen“ sei, hat in der Vergangenheit häufig zu langwierigen Rechtsstreitigkeiten geführt. Dabei argumentieren die Altkonzessionäre, ihr Netz sei nur zum Sachzeitwert zu erwerben.
Die in § 48 festgelegte Frist, dass die Zahlung der vertraglich vereinbarten Konzessionsabgaben nach Ablauf des Wegenutzungsvertrages nur für ein Jahr fortbesteht, ist eine weitere unfaire Bedingung für die Gemeinden. Es kommt sogar vor, dass sich die Altkonzessionäre gleich nach Auslaufen des Konzessionsvertrages weigern (oder bereits im Vorfeld damit drohen), die Konzessionsabgaben an die Kommune auszuzahlen. Damit setzt man die betroffenen Kommunen finanziell erheblich unter Druck, da die Einnahmen aus Konzessionsabgaben für sie eine wichtige Einnahmequelle darstellen.
Ein weiteres Regelungsdefizit betrifft die Herausgabe der netzrelevanten Daten. Trotz der 2011 eingeführten Regelung, dass die Altkonzessionäre die notwendigen Daten rechtzeitig zur Verfügung stellen müssen (…), enthält das heutige EnWG keine besondere Regelung über Art und Umfang dieser Daten. Dieses veranlasst die Altkonzessionäre in vielen Fällen dazu, die netzrelevanten Daten entweder nicht rechtzeitig und/oder nicht im notwendigen Umfang herauszugeben, was dann beim Vergabeverfahren zu weiteren zeitlichen Verzögerungen führen kann.

## Entwicklung und Beispiele für Rekommunalisierungspolitik

### Rekommunalisierung im Bereich der Energieversorgung
Ein Großteil der bestehenden, bundesweit auf ca. 20.000 geschätzten Konzessionsverträge für Strom und Gas läuft als Folge ihrer auf 20 Jahre begrenzten Laufzeit gegenwärtig und in den kommenden Jahren aus; in diesem Rahmen prüfen zahlreiche Kommunen, die Strom-, Gas- und Fernwärmeversorgung wieder in die eigene Hand zu nehmen. Hierbei versuchen sie, vermeintlich verlorengegangenen energiepolitischen Einfluss und einnahmepolitische Handlungsspielräume wiederzugewinnen. Neben Berlin und Hamburg werden unter anderem in Stuttgart und Konstanz bürgernahe Stadtwerke aufgebaut, die sich mit erneuerbaren Energien versorgen sollen. Ein weiteres Beispiel für Rekommunalisierung ist Thüringen. Im Mai 2013 wurde dort der Wechsel in der Anteilseignerstruktur der Thüringer Energie, vormals einem Tochterunternehmen der E.ON, abgeschlossen. Sie gehört nun zu 46 % dem Kommunalen Energiezweckverband Thüringen (KET), einem Zusammenschluss von rund 400 Kommunen. Weitere 36 % hält die Kommunale Energie Beteiligungsgesellschaft Thüringen (KEBT), die rund 800 Kommunen vertritt.

### Rekommunalisierung in Berlin
Ein Beispiel, um einen Betrieb der Daseinsvorsorge wieder komplett zu rekommunalisieren, sind die Berliner Wasserbetriebe, die seit 1999 teilprivatisiert sind (Verkauf eines Anteils von 49,9 % an RWE und Veolia). Am 13. Februar 2011 gab es einen erfolgreichen Volksentscheid über die Offenlegung der Teilprivatisierungsverträge bei den Berliner Wasserbetrieben. Befürworter des Volksentscheids sahen darin einen Schritt, die BWB wieder komplett zu verstaatlichen. In der Folge erwarb das Land Berlin die Anteile von RWE im April 2012 für 618 Millionen Euro zuzüglich 39 Millionen Euro Nebenkosten und von Veolia im September 2013 für 590 Millionen Euro plus Nebenkosten von 54 Millionen Euro.
Parallel bemüht sich die Initiative Berliner Energietisch um die Rekommunalisierung des Stromnetzes und den Aufbau eines Stadtwerkes, das ökologischen und sozialen Kriterien folgt. Nachdem ein entsprechendes Volksbegehren im Juni 2013 ausreichende Unterschriften gesammelt hatte, kam es am 3. November 2013 zum Volksentscheid über die Rekommunalisierung der Berliner Energieversorgung, der jedoch nicht die nötigen Ja-Stimmen erhalten konnte.
Im Oktober 2013, nur wenige Tage vor dem Volksentscheid, beschloss das Berliner Abgeordnetenhaus mit den Stimmen von SPD und CDU die Gründung eines Stadtwerks unter dem Dach der Berliner Wasserbetriebe; das Land Berlin bekräftigte ebenso, dass es auch als Eigenbewerber für die Übernahme des Strom- und Gasnetzes konkurrieren werde.
Eine Alternative zur Rekommunalisierung ist der Versuch der 2012 neu gegründeten Bürgergenossenschaft BürgerEnergie Berlin eG (BEB) das gesamte Berliner Stromnetz vom bisherigen Konzessionsinhaber Vattenfall Ende 2014 zu übernehmen. Dies entweder allein oder evtl. auch in Zusammenarbeit mit neu gegründeten Berliner Stadtwerken. Im April 2021 wurde bekannt, dass nach einem langen Rechtsstreit das Berliner Stromnetz zu einem Kaufpreis von  2,14 Milliarden Euro wieder verstaatlicht wird.
Im September 2021 gab es einen Volksentscheid über die Rekommunalisierung von Wohnungsbeständen. Initiatorin war die Kampagne Deutsche Wohnen & Co. enteignen. Diese forderte im Rahmen des Volksbegehrens vom „Senat von Berlin die Erarbeitung eines Gesetzes zur Überführung von Immobilien sowie Grund und Boden in Gemeineigentum zum Zwecke der Vergesellschaftung nach Art. 15 Grundgesetz.“

### Rekommunalisierung in Hamburg

#### Privatisierungen und Beteiligungsverwaltung
In Hamburg wurden in der Vergangenheit zahlreiche öffentliche Betriebe privatisiert. Insbesondere im letzten Jahrzehnt wurden diese aus finanzpolitischen Erwägungen verkauft.
Hierzu gehören der Landesbetrieb Krankenhäuser (seit 2007 zu 74,9 % in Besitz von Asklepios Kliniken), die städtischen Energieversorger (HeinGas Hamburger Gaswerke GmbH (seit 2003 E.ON Hanse), Hamburgische Electricitäts-Werke AG (seit 2002 Vattenfall)) und zahlreiche weitere Unternehmen, sowie die erste Teilprivatisierung durch einen Börsengang der HHLA (Hamburger Hafen und Logistik AG) im Jahr 2007.
Unter dem damaligen Finanzsenator Wolfgang Peiner wurden im Jahr 2001 die öffentlichen Unternehmen nach Wichtigkeit in vier Kategorien eingeteilt. In der ersten will die Stadt Hamburg mindestens die Mehrheit an dem Unternehmen halten, in der vierten möchte sie vollständig aussteigen, dazwischen liegen Minderheitsbeteiligungen von über oder unter 25 %. Es gibt keine öffentlich bekannt gemachten objektiven Kriterien für diese Kategorisierung. Es erfolgen regelmäßige Überprüfungen der Kategorisierungen im Hinblick auf Privatisierungsmöglichkeiten. In jedem Einzelfall werden die finanziellen gegen die sozialen und strukturpolitischen Aspekte abgewogen, deren Gewichtung einem politischen Wandel unterliegt.
Für die Hamburger GAL war neben anderen Gründen ein weiterer Grund zur Aufkündigung der CDU/GAL-Koalition im November 2010 eine Senatsdrucksache mit dem Titel „Kategorisierung der Beteiligungen“, an der der letzte Finanzsenator Carsten Frigge (CDU) vor seinem Rücktritt noch gearbeitet und in die Behördenabstimmung gegeben hatte. Demnach ging es in dieser Drucksache um einen Passus, wonach alle zehn Jahre bei allen kommunalen Unternehmen überprüft werden soll, ob sich die Stadt Hamburg von diesen trennen könne. So hat es in diesem Zusammenhang auch Überlegungen gegeben, das städtische Wohnungsbauunternehmen SAGA GWG sowie den Wasserver- und Abwasserentsorger Hamburg Wasser zu privatisieren.

#### Energienetze
Die Konzessionsinhaber für das Stromnetz ist ab Januar 2015 die städtische Stromnetz Hamburg GmbH. Die Konzession für das Fernwärmenetz besitzt im November 2014 Vattenfall. Zuvor war die Vattenfall-Gruppe alleiniger Konzessionsinhaber für das Strom- und Fernwärmenetz. Der Inhaber der Konzession des Gasversorgungsnetzes ist 2014 E.ON Hanse.
Vor dem Hintergrund, dass das Kohlekraftwerk Moorburg und die dazugehörige Fernwärmetrasse seitens der Stadt Hamburg nicht verhindert werden konnte und der andauernden Konflikte der Stadt Hamburg mit der Vattenfall-Gruppe, erfolgte 2009 die Gründung der Hamburg Energie GmbH. Die 100-prozentige Tochtergesellschaft des Wasserver- und Abwasserentsorgers Hamburg Wasser hat das Ziel, verlorengegangenen energiepolitischen Einfluss zurückzugewinnen. Ziel bis 2014 ist letztlich die Übernahme der Energienetze (Strom, Gas, Fernwärme), um einen Umbau der städtischen Energieversorgung hin zu Erneuerbaren Energien vorzunehmen, insbesondere zur Abkehr von Kernenergie und fossilen Brennstoffen. Zu dem Zeitpunkt laufen die Konzessionsverträge aus beziehungsweise sind durch die Stadt Hamburg kündbar.
Seit 2010 existiert die Volksinitiative »Unser Hamburg – Unser Netz«, die das Ziel einer Rekommunalisierung der Energienetze und der Etablierung „echter“ Stadtwerke, d. h. eines Stadtwerks mit Energienetzen, hat. Getragen wird diese Initiative von 24 Organisationen, dazu gehören unter anderem der BUND Hamburg, die Verbraucherzentrale Hamburg, Kirchen sowie Verbände aus dem Bereich Erneuerbare Energien. Der Bund der Steuerzahler Hamburg e. V. unterstützt diese Initiative und favorisiert dabei Bürgerbeteiligungen über Genossenschaftsmodelle. Die Handelskammer Hamburg spricht sich in einem Positionspapier gegen eine Beteiligung der Stadt an den Energieverteilnetzen aus.
Der SPD-Senat der Freien und Hansestadt Hamburg unter Olaf Scholz hat sich gemäß Regierungsprogramm im Gegensatz zur Volksinitiative das Ziel gesetzt, lediglich eine Minderheitsbeteiligung an den Energienetzen von mindestens 25,1 % zu erwerben. Vom schwarz-grünen Vorgängersenat zunächst zurückgehaltene Gutachten zum Rückkauf der Energienetze empfehlen eine hundertprozentige, mindestens jedoch eine Rekommunalisierung mit dem Ziel einer Mehrheitsbeteiligung an den Netzen und zwar mit dem Argument, dass solche Maßnahmen grundsätzlich finanzierbar sind; die Gutachten sind mittlerweile veröffentlicht.
Im April 2012 segnete die SPD-Mehrheit den Kauf von 25,1 % der Anteile an den Netzen für Gas (E.on), Fernwärme (Vattenfall) und Strom (Stromnetz Hamburg) ab. Die Stadt bezahlt dafür 543,5 Mio. Euro und erhält eine jährliche Dividende von gut vier Prozent des Kaufpreises.
Am 22. September 2013 fand parallel zur Bundestagswahl 2013 der Volksentscheid statt. 50,9 % der Bürger sprachen sich für einen vollständigen Rückkauf der Verteilnetze für Strom und Gas aus. Im Januar 2014 einigten sich daraufhin Hamburg und Vattenfall auf eine Übernahme des Stromnetzes; die Stromnetz Hamburg GmbH wird zu 100 % von der Hamburger Vermögensholding HGV übernommen. Andere Gesellschaftsteile von Vattenfall sollen folgen. Der Mindestpreis für Stromnetz Hamburg soll 495 Mio. Euro betragen. Hinzu kommen noch weitere Kosten für die Servicegesellschaften. Der letztendliche Preis wird von unabhängigen Gutachtern bestimmt.

Für das Fernwärmenetz wurde ebenfalls eine Vereinbarung getroffen. Hamburg erhält 2019 eine Kaufoption. Der zukünftige Kauf würde entweder nur das Netz an sich umfassen und einen Mindestpreis von 950 Mio. Euro haben. Eine zweite Option würde das Netz sowie die Kraftwerke in Wedel und Tiefstack beinhalten und wird mindestens 1,15 Mrd. Euro kosten. Der letztendliche Preis wird von unabhängigen Gutachtern bestimmt.
Parallel zu der Übernahme der Stromnetz Hamburg läuft jedoch bis Ende 2014 die Neuvergabe der Konzession für das Stromnetz, da die aktuelle Konzession der Stromnetz Hamburg ausläuft. Die neue Konzession soll von der Stadt Hamburg unter der Aufsicht der Bundesnetzagentur und des Bundeskartellamtes an den geeignetsten Bewerber vergeben werden.
Für die neue Konzession für das Hamburger Stromnetz bewerben sich neben der Stromnetz Hamburg die Genossenschaft Energienetz Hamburg im Verbund mit dem niederländischen Unternehmen Alliander, E.ON Hanse und der Veolia-Konzern über seine Tochter BS Energy.
Am 12. November 2014 stimmte der Senat dem Abschluss eines Konzessionsvertrages mit der Stromnetz Hamburg GmbH zu. Der Vertrag läuft 20 Jahre, sieht Investitionen für den Ausbau und die Modernisierung der Netze von zwei Milliarden Euro bis zum Jahr 2024 vor und sieht als Ziel die Umsetzung „einer sicherer, preisgünstigen, verbraucherfreundlichen, effizienten und umweltgerechten Energieversorgung“ vor. Alle Mitbewerber hatten zuvor ihre Bewerbung zurückgezogen.

### Rekommunalisierung in Stuttgart
Nachdem der Stuttgarter Gemeinderat unter dem damaligen Oberbürgermeister Wolfgang Schuster im Jahr 2002 den Verkauf der Stuttgarter Neckarwerke beschlossen hatte, gingen diese im darauffolgenden Jahr an EnBW Energie Baden-Württemberg. EnBW wurde damit u. a. Eigner der Stuttgarter Wasser-, Strom-, Gas- und Fernwärmeversorgung, mehrerer Kraftwerke sowie der zuvor kommunalen Anteile an der Bodensee-Wasserversorgung. Das Unternehmen wurde auch zum größten Grundbesitzer Stuttgarts.
2010 war ein Bürgerbegehren „100-Wasser“ der Bürgerinitiative Stuttgarter Wasserforum erfolgreich. Der Stuttgarter Gemeinderat beschloss am 17. Juni 2010 den kompletten Rückkauf der Wasserversorgung.
Der Stuttgarter Gemeinderat beschloss außerdem im Mai 2011 Stadtwerke ins Leben zu rufen, mit dem erklärten Ziel, an der Ausschreibung für Konzessionsverträge für die kommunalen Verteilnetze für Gas, Strom und Fernwärme teilzunehmen, die bis Ende 2013 bei EnBW (ursprünglich bei deren Tochterunternehmen Neckarwerke) lagen. Die formale Gründung der Stadtwerke Stuttgart erfolgte schließlich Ende Juli des gleichen Jahres.
Ein weitergehendes Bürgerbegehren „Energie- & Wasserversorgung Stuttgart“ der Aktion Stadtwerke, mit dem Ziel, die Netze von Strom-, Gas- und Fernwärme und deren Betrieb, sowie die Wasserversorgung ohne Ausschreibung zu rekommunalisieren, wurde hingegen im Dezember 2012 vom Gemeinderat als rechtlich unzulässig abgelehnt.
Nach Abschluss des Konzessionsvergabeverfahren an dem u. a. EnBW (über Töchter mehrfach), Stadtwerke Stuttgart sowie eine Reihe weiterer Bieter (Alliander, Energieversorgung Schönau-Schwäbisch Hall, Stadtwerke Schwäbisch Hall, Thüga und Veolia) teilnahmen, wurde im März 2014 bekannt, dass die Stadtwerke Stuttgart gemeinsam mit der EnBW-Tochter Netze BW den Zuschlag für die ausgeschriebene Konzession für die Strom- und Gasnetze für eine Dauer von 20 Jahren erhalten haben; das Kooperationsmodell zwischen den Stadtwerken und EnBW sieht vor, dass die kommunalen Stadtwerke Haupteigentümer (75 %) der Netze werden, die EnBW-Tochter aber noch fünf Jahre als Netzbetreiber auftritt. Ab 2019 halten dann die Stadtwerke 75 % an Eigentum und Betrieb. Der Erwerb des Stromnetzes kostet dabei ca. 100 Millionen Euro. Eine Entscheidung in der Vergabe der Fernwärmekonzession steht trotz Ablauf der aktuellen Konzession noch aus; ebenfalls ist noch keine Entscheidung in der anvisierten Rückübertragung der Wasserversorgung von EnBW an die Stadt gefallen.

## Kritik
In einem Sondergutachten vom September 2011 zum Energiemarkt in Deutschland äußert sich die Monopolkommission kritisch zum Trend der Rekommunalisierung:

„Die Idee, dass der Staat im Rahmen der Daseinsvorsorge als Unternehmer tätig werden muss, gilt heute nicht mehr als stichhaltig. Zum einen birgt das Konzept der Daseinsvorsorge keine schlüssige Abgrenzung dessen, was Daseinsvorsorge umfassen soll, und trifft in diesem Zusammenhang auch keine Aussage über Energieversorgungsnetze. Zum anderen kann der Staat die Rahmenbedingungen dergestalt setzen, dass auch private Akteure bestimmte Anforderungsprofile, z.B. hinsichtlich Sicherheit, Qualität und Umwelteffekten (z. B. durch Festlegung von CO2-Emissionsrechten) erfüllen.“